# Pelasgos (Sohn des Triopas)
Pelasgos (altgriechisch Πελασγός Pelasgós) ist in der griechischen Mythologie ein Sohn des Triopas und der Soïs. Er ist der Bruder von Iasos, Agenor und Xanthos. Chrysanthis war vermutlich seine Schwester.
Pelasgos nimmt Demeter bei sich auf, wo sie Chrysanthis vom Raub der Kore erzählt. Er errichtet ihr ein Heiligtum der Demeter Pelasgis, in dessen Nähe noch zu Pausanias’ Zeit das Grab des Pelasgos gezeigt wurde.
Mit Iasos soll er über Argos geherrscht haben, der eine über den westlichen, der andere über den östlichen Teil des Königreiches. In dieser Funktion errichtete er die Burg Larissa, die er nach seiner Tochter Larissa benannte.